# 陸前國

陸前國

陸前國（日语：〔〕／ Rikuzen no-kuni */?）是日本舊時的令制國之一，屬東山道。陸前國的領域大約為現在的宮城縣，但不包括宮城縣南部的亘理郡、伊具郡、刈田郡、角田市、白石市，另包括岩手縣東南部的氣仙郡、陸前高田市、大船渡市、釜石市南部。

## 歷史
陸前國是在明治元年（1868年）12月7日由陸奧國所分割出來的新令制國，持續時間很短，明治四年（1871年）廢藩置縣後，於12月13日分納入一關縣與仙台縣。

## 相關項目
- 日本令制國列表